# Mysella
Genre
Synonymes
- voir paragraphe #Synonymes

Mysella est un genre de mollusques bivalves de la famille des Montacutidae.

## Synonymes
- Calvitium Laseron, 1953[1]
- Rochefortia Vélain, 1877[1]
- Virmysella Iredale, 1930[1]

## Liste d'espèces
Selon World Register of Marine Species (2 décembre 2018) :
- Mysella alpha Powell, 1937
- Mysella angasiana (Tate, 1887)
- Mysella antarctica (E. A. Smith, 1907)
- Mysella apudalpha Laws, 1944 †
- Mysella australis (Vélain, 1877)
- Mysella beta Powell, 1937
- Mysella bladensis Gardner, 1943
- Mysella cahuelmensis Güller & Zelaya, 2012
- Mysella casta (Verrill & Bush, 1898)
- Mysella coani (Valentich-Scott, 1998)
- Mysella concentrica (A. A. Gould, 1861)
- Mysella cretacea Laseron, 1956
- Mysella donaciformis Angas, 1878
- Mysella dromanaensis (Gatliff & Gabriel, 1912)
- Mysella gurjanovae Scarlato & Ivanova, 1974
- Mysella henryi C. A. Fleming, 1948
- Mysella hounselli (Powell, 1931)
- Mysella kurilensis Scarlato & Ivanova, 1974
- Mysella lachlani Dell, 1952
- Mysella lactea (Hedley, 1902)
- Mysella larochei Powell, 1940
- Mysella macquariensis (Hedley, 1916)
- Mysella moelleri (Posselt, 1898)
- Mysella morioria Dell, 1952
- Mysella mortoni (Valentich-Scott, 1998)
- Mysella nipponica Habe, 1981
- Mysella ovalis Tate, 1892
- Mysella ovata (Hedley, 1906)
- Mysella patagona Ituarte, Martin & Zelaya, 2012
- Mysella planata (Dall in Krause, 1885)
- Mysella planulata (Stimpson, 1851)
- Mysella putealis Laws, 1950 †
- Mysella rochebrunei (Dall, 1908)
- Mysella spernax (Iredale, 1930)
- Mysella striatula (Verrill & Bush, 1898)
- Mysella subquadrata (Pelseneer, 1903)
- Mysella tanabensis Habe, 1960
- Mysella tellinula (Odhner, 1924)
- Mysella triquetra (Verrill & Bush, 1898)
- Mysella unidentata (Odhner, 1924)
- Mysella ventricosa Scarlato, 1981
- Mysella vitrea Laseron, 1956

Selon Paleobiology Database (2 décembre 2018) :
- sous-genre Mysella (Mysella)
- Mysella beaufortensis
- Mysella ovata
- Mysella trigonoelliptica